# Dlo/Magnolia
Dlo/Magnolia es una productora de televisión española establecida en el año 2004. Ha producido varios programas y series de éxito como Pánico en el plató, El método Gonzo o Camera Café, entre otros. Forma parte del grupo internacional Banijay Group.
Mayoritariamente, casi toda la producción de Magnolia ha sido destinada al grupo Mediaset España, especialmente para Telecinco.

## Historia
El nacimiento de Magnolia TV España se produce en el año 2004. La llegada de esta productora hizo que el panorama audiovisual cambiara, y se convirtiera en un fenómeno televisivo. Telecinco es una de las cadenas que apuesta por los programas de esta productora, además se ofreció a Magnolia para la creación de reality shows y distribuirlos en televisión. Camera Café fue su primer proyecto. Fue una serie que se emitió de lunes a jueves en Telecinco, en el acces prime time durante cuatro años y con más de 500 capítulos emitidos. Más tarde llegaría la producción de más espacios como Supernanny (2006-2014), ¡Clever! (2007) y Supervivientes (2006-2015), MYHYV (2008-2015), entre otros.
El objetivo social de Magnolia TV España es la creación, la producción y coproducción, la comercialización y la explotación de programas de entretenimiento o actualidad para su difusión en televisión, la grabación de series, programas o documentales y otros productos audiovisuales de cualquier género.

## Programas
| Programa(s)                      | Cadena(s) | Emisión                            | Estreno                  | Final                    |
| -------------------------------- | --------- | ---------------------------------- | ------------------------ | ------------------------ |
| Super Shore                      | MTV       | Domingos, a las 22:30 horas        | 2 de febrero de 2016     | 19 de diciembre de 2017  |
| Dos días y una noche             | Antena 3  | Jueves, a las 22:55 horas          | 21 de febrero de 2016    | 23 de junio de 2016      |
| A mi manera                      | laSexta   | Martes, a las 22:30 horas          | 2 de febrero de 2016     | 15 de marzo de 2016      |
| Pasaporte a la isla              | Telecinco | Domingos, a las 22:00 horas        | 19 de julio de 2015      | 31 de agosto de 2015     |
| Killer Karaoke (España)          | Cuatro    | Miércoles, a las 22:45 horas       | 5 de noviembre de 2014   | 3 de febrero de 2015     |
| Millonario anónimo               | laSexta   | Jueves, a las 22:40 horas          | 29 de mayo de 2014       | 3 de julio de 2014       |
| Deja sitio para el postre        | Cuatro    | Viernes, a las 22:30 horas         | 3 de enero de 2014       | 21 de marzo de 2014      |
| Gandía Shore                     | MTV       | Domingo, a las 22:30 horas         | 14 de octubre de 2012    | 20 de enero de 2013      |
| Te lo mereces                    | Antena 3  | Viernes, a las 22:15 horas         | 21 de septiembre de 2012 | 28 de septiembre de 2012 |
| Hay una cosa que te quiero decir | Telecinco | Martes, a las 22:00 horas          | 24 de abril de 2012      | 23 de febrero de 2015    |
| Acorralados                      | Telecinco | Jueves, a las 22:00 horas          | 20 de septiembre de 2011 | 22 de diciembre de 2011  |
| Acorralados: el debate           | Telecinco | Domingo, a las 00:30 horas         | 15 de septiembre de 2011 | 22 de diciembre de 2011  |
| Adivina quién viene a cenar      | Antena 3  | Lunes a viernes, a las 20:15 horas | 2 de agosto de 2010      | 3 de septiembre de 2010  |
| Soy adicto                       | Cuatro    | Viernes, a las 00:15 horas         | 9 de abril de 2010       | 4 de junio de 2010       |
| La guillotina                    | Telecinco | Domingo, a las 20:00 horas         | 13 de diciembre de 2009  | 13 de junio de 2010      |
| Pánico en el plató               | Antena 3  | Lunes, a las 22:30 horas           | julio de 2009            | enero de 2010            |
| El método por dos                | Antena 3  | Lunes a viernes, a las 16:00 horas | 8 de septiembre de 2008  | 3 de octubre de 2008     |
| El método Gonzo                  | Antena 3  | Lunes a viernes, a las 16:00 horas | 26 de mayo de 2008       | 28 de junio de 2008      |
| Madres adolescentes              | Telecinco | Viernes, a las 21:30 horas         | septiembre de 2008       | octubre de 2009          |
| Mujeres y hombres...             | Telecinco | Lunes a viernes, a las 12:40 horas | 9 de junio de 2008       | 4 de septiembre de 2015  |
| ¡Clever!                         | Telecinco | Domingo, a las 20:00 horas         | 28 de octubre de 2007    | 30 de diciembre de 2007  |
| Supervivientes                   | Telecinco | Jueves, a las 22:00 horas          | 2 de mayo de 2006        | 12 de julio de 2015      |
| Supernanny                       | Cuatro    | Viernes, a las 21:30 horas         | 24 de febrero de 2006    | 28 de junio de 2014      |

### Series
| Programa(s)  | Cadena(s) | Emisión                           | Estreno                  | Final                   |
| ------------ | --------- | --------------------------------- | ------------------------ | ----------------------- |
| ¡Fibrilando! | Telecinco | Lunes a jueves, a las 21:45 horas | 13 de septiembre de 2009 | 1 de noviembre de 2009  |
| Camera Café  | Telecinco | Lunes a jueves, a las 21:50 horas | 18 de septiembre de 2005 | 1 de septiembre de 2009 |